# Lista de países da América Latina por PIB nominal
Esta é uma lista de todos os países da América Latina por PIB nominal com base em 2019, segundo o Banco Mundial.
| Posição | País                 | PIB (em milhões de US$) |
| ------- | -------------------- | ----------------------- |
| -       | Mundo                | 85 804 391              |
| 1       | Brasil               | 2,331,391               |
| 2       | México               | 2,017,025               |
| 3       | Argentina            | 0,630,698               |
| 4       | Colômbia             | 0,342,919               |
| 5       | Chile                | 0,310,866               |
| 6       | Peru                 | 0,239,333               |
| 7       | Equador              | 0,115,469               |
| 8       | República Dominicana | 0,112,417               |
| 9       | Cuba                 | 100 023                 |
| 10      | Guatemala            | 0,091,318               |
| 11      | Venezuela            | 0,082,145               |
| 12      | Uruguai              | 0,071,161               |
| 13      | Panamá               | 0,071,085               |
| 14      | Costa Rica           | 0,068,489               |
| 15      | Bolívia              | 0,043,431               |
| 16      | Paraguai             | 0,041, 844              |
| 17      | El Salvador          | 0,031,989               |
| 18      | Honduras             | 0,030,568               |
| 19      | Haiti                | 0,020,182               |
| 20      | Nicarágua            | 0,015,695               |